# Marquette Golden Eagles

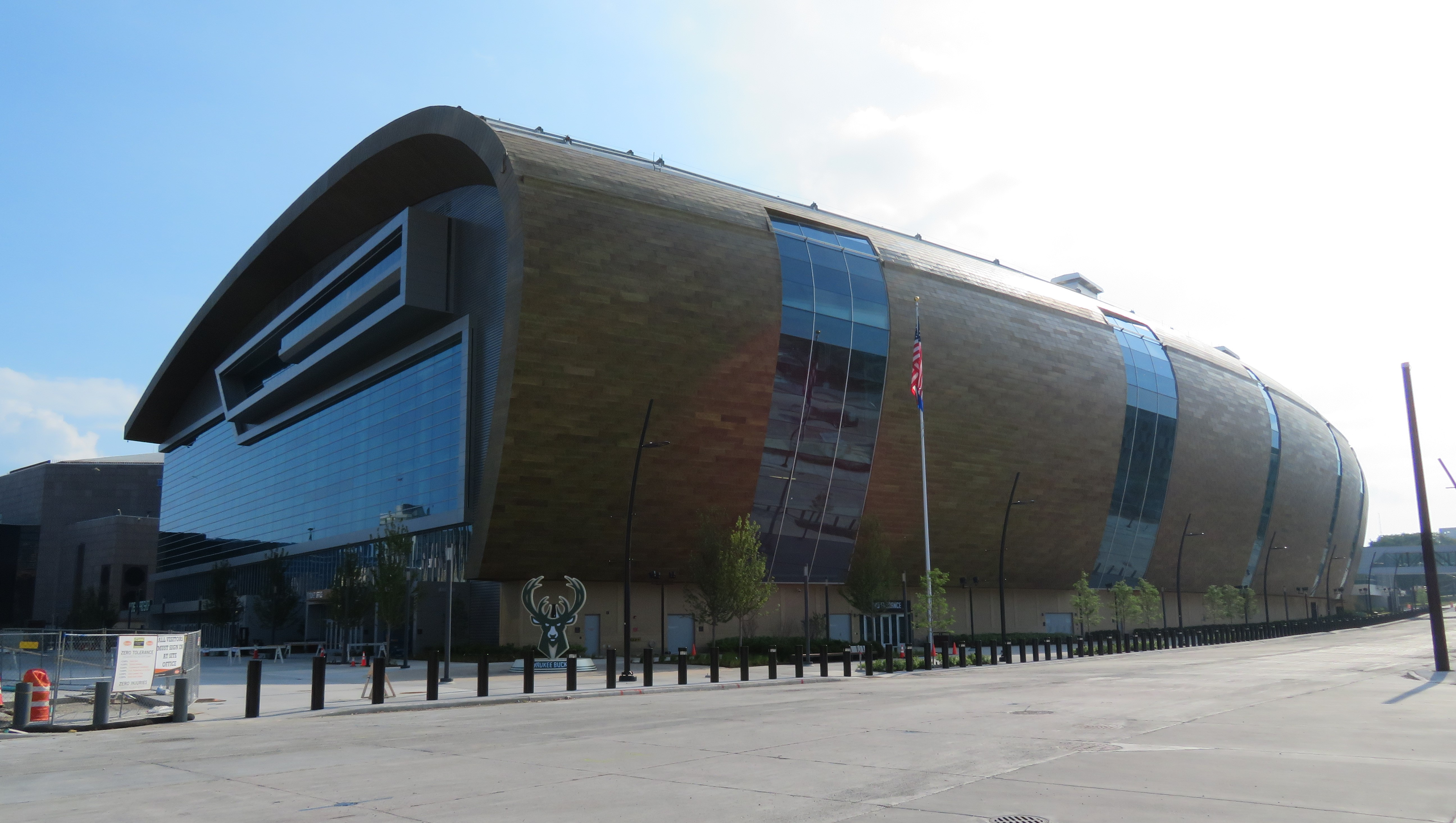
Fiserv Forum.

Marquette Golden Eagles (español: Águilas doradas de Marquette) es el nombre de los equipos deportivos de la Universidad Marquette, institución Jesuita que se encuentra en Milwaukee, en el estado de Wisconsin. Los equipos de los Golden Eagles participan en las competiciones universitarias organizadas por la NCAA, y forman parte de la Big East Conference.

## El apodo
Entre 1954 y 1994 los deportistas de Marquette eran conocidos como los Warriors (Guerreros), y en su logo se mostraba una cabeza de un indio. Se cambió entonces el nombre por el de Golden Eagles, considerando que el equipo de fútbol americano ya había recibido en años anteriores los sobrenombres de Golden Avalanche o blue and gold. En 2004 una encuesta entre los alumnos mostró el interés de estos en volver a denominarse guerreros, pero la dirección de la universidad decidió rechazarlo, por considerarlo una ofensa para los nativos americanos, por lo que propuso denominar a los equipos simplemente Gold (oro). Una negativa reacción por parte de alumnos y fanes de los equipos hizo que se retomara de nuevo el actual de Golden Eagles.

## Programa deportivo
Los Golden Eagles tienen 14 equipos oficiales:
| Masculinos - Baloncesto - Cross - Fútbol - Atletismo - Tenis - Lacrosse - Golf | Femeninos - Baloncesto - Cross - Fútbol - Atletismo - Tenis - Lacrosse - Voleibol |

## Deportes

### Baloncesto
El equipo de baloncesto masculino es el más popular de la universidad. Es el noveno de la NCAA que más veces ha aparecido en torneos de postemporada (40), incluidas 25 en el torneo final de la NCAA. Ganó el campeonato nacional en el año 1977 y fue finalista en 1974. Muchos jugadores han llegado a la NBA, entre los que destacan Maurice Lucas, Jimmy Butler, Doc Rivers o Dwyane Wade.
Estos son los números retirados por la universidad de Marquette, en su pabellón, el Fiserv Forum, y que no pueden ser usados por ningún otro jugador de la universidad.
| Número | Jugador         | Años        |
| ------ | --------------- | ----------- |
| 3      | Dwyane Wade     | 2001–03     |
| 11     | Apollo 11       | Tripulación |
| 14     | Dean Meminger   | 1968–71     |
| 15     | Butch Lee       | 1974–78     |
| 20     | Maurice Lucas   | 1972–74     |
| 24     | George Thompson | 1966–69     |
| 31     | Bo Ellis        | 1973–77     |
| 31     | Doc Rivers      | 1980–83     |
| 38     | Bob Weingart    | Preparador  |
| 43     | Earl Tatum      | 1972–76     |
| 44     | Don Kojis       | 1958–61     |
| 77     | Al McGuire      | Entrenador  |